# Барским крестьянам от их доброжелателей поклон
«Ба́рским крестья́нам от их доброжела́телей покло́н» — прокламация, созданная под непосредственным впечатлением от Манифеста 19 февраля 1861 года об отмене крепостного права и написанная сразу после его опубликования, основной элемент так называемого «прокламационного плана», целью которого являлось разжигание революционных настроений среди населения, в частности, крестьянства, в пореформенную эпоху Александра II. Отличается своеобразным просторечным языком, который должен был быть понятен малообразованным жителям Российской Империи. Она традиционно приписывалась Н. Г. Чернышевскому, однако споры об авторстве продолжаются по сей день.

## Содержание
Прокламация отражает неприятие Чернышевским положений Крестьянской реформы, его уверенность в том, что она не удовлетворяет интересов крестьянства как наиболее угнетённой и обездоленной части населения, содержит критику существующих порядков и пессимистичное настроение автора относительно будущего освобождённых крестьян.
По мнению Чернышевского, сохранение оброка и барщины и связанного с этим положения временнообязанного оставляли в силе практическую власть помещика над крестьянином: «Так значит, живите вы по-старому в кабале у помещика все эти годы»:70. Считая, что помещик не откажется от своих претензий на землю и вместо уменьшения, лишь увеличит свой гнёт над крестьянином, Чернышевский писал: «Ну, мужик на всё и будет согласен, чего барин потребует. Вот оно и выйдет, что нагрузит на него барин барщину больше нонешней, либо оброк тяжелее нонешнего»:72, он утверждал, что старое крепостное право лишь заменится новым: «Только в словах и выходит разница, что названья переменяются. Прежде крепостными, либо барскими вас звали, а ноне срочно-обязанными вас звать велят; а на деле перемены либо мало, либо вовсе нет. Эки слова-то выдуманы! Срочно-обязанные, — вишь ты глупость какая! Какой им чёрт это в ум-то вложил такие слова.<…> Так вот оно как: два года живите, царь говорит, покуда земля отмежуется, а на деле земля-то межеваться будет пять, либо все десять лет; а потом ещё семь лет живите вы в прежней неволе, а по правде-то оно выйдет опять на семь лет, а разве что семнадцать, либо двадцать, потому что всё, как вы сами видите, в проволочку идёт. Так значит, живите вы по-старому в кабале у помещика все эти годы, два года, да семь лет, значит девять лет, как там в указе написано, а с проволочками то взаправду выйдет двадцать лет, либо тридцать лет, либо и больше»:70-71.
Чернышевский делает выпад в сторону высшей власти, утверждая, что царь «оболгал» и «обольстил» крестьян с предоставлением воли: «А не знал ли царь что ли, какое дело он делает? Да сами вы посудите, мудрено ли это разобрать. Значит, знал. …Оболгал он вас, обольстил он вас»:74.
Пытаясь в своей прокламации дать русскому крестьянину пример, как нужно жить свободному человеку, он размышляет о «настоящей воле», ссылаясь на опыт европейских стран:«А то и вот ещё в чём воля и у французов, и у англичан: подушной подати нет… Пачпортов нет; каждый ступай куда хочет, живи, где хочет, ни от кого разрешения на то ему не надо…<…> А то вот ещё в чём у них воля: никто над тобою ни в чём не властен, окромя мира. Миром всё у них правится. У нас исправник либо становой, либо какой писарь, а у них ничего этого нет, а заместо всего староста, который без миру ничего поделать не может и во всём миру ответ давать, а мир над старостою во всём властен… Полковник ли, генерал ли у них, всё одно: перед старостою шапку ломит и во всём старосту слушаться должен… У них и царь над народом не властен, а народ над царём властен»:77. Чернышевский также связывает свободу с отсутствием рекрутства, как например, у англичан: «кто хочет на военную службу, всё равно, как у нас помещики юнкерами и офицерами служат, коли хотят. А кто не хочет, тому и принуждения нет, а солдатская служба у них выгодная, жалованье солдату большое даётся; значит, доброй волею идут служить, сколько требуется людей».
Достижение описываемого общественного идеала автор видит через изменение существующего общественного устройства. Перечисляя невзгоды и тягости солдатской службы, он надеется на то, что солдаты, которых насильно забрали в рекруты, станут движущей силой процесса «добывания воли»: «…А солдату какая прибыль за нонешние порядки стоять?»:77. Обращаясь к народу, Чернышевский призывает его «сходиться» с солдатами, информировать их о выгодах, которые они получат в результате свержения существующего режима и полной отмены крепостного права: «Вот вы им и скажите всю правду, как об них написано. Когда воля мужикам будет, каждому солдату тоже воля объявится: служи солдатом, кто хочет, а кто не хочет, отставку чистую получай. …Вы так им и скажите, солдатам: вы, братья солдатушки, за нас стойте, когда мы себе волю добывать будем, потому что и вам воля будет: вольная отставка каждому, кто в отставку пожелает, да сто руб. серебром награды за то, что своим братьям-мужикам волю добывать помогал»:78.
Чернышевский пишет, что народу нужно иметь между собой единодушие, согласие, но силу беречь, себя напрасно в беду не вводить, значит, спокойствие сохранять, и виду никакого не показывать, он даёт наставление, когда стоит «выходить» и начинать «дело», то есть восстание: «…А когда промеж вами единодушие будет, в ту пору и назначение выйдет, что пора, дескать, всем дружно начинать… Ведь у нас по всем местам свои люди есть, отовсюду к нам вести приходят, как народ, что народ. Вот и мы знаем, что покудова нет приготовленности. А когда приготовленность будет, нам тоже видно будет. Ну, тогда и пришлём такое объявление, что пора, люди русские, доброе дело начинать, что во всех местах в одну пору начнётся доброе дело, потому что везде тогда народ готов будет и единодушие в нём есть, и одно место от другого не отстанет. Тогда и легко будет волю добыть».

## Последствия
После создания прокламации Чернышевский поспешно пытался её распространить. Прокламация начала печататься в феврале — марте 1861 года в нелегальной типографии, устроенной в своём московском доме Всеволодом Костомаровым. Костомаров, арестованный во время распространения прокламации, пошёл на сотрудничество с полицией: в марте все отпечатанные листы прокламации были приложены к письму московскому обер-полицмейстеру Крейцу. Возможно, что некоторые набранные листы удалось распространить, и они стали известны в революционных кругах, близких Чернышевскому:253.
За составление этого воззвания Чернышевский был отдан под суд и, несмотря на отсутствие юридических доказательств, приговорён к каторге:253.
До нашего времени дошла лишь рукописная копия прокламации, сделанная Михаилом Михайловым для отдания в печать и предъявленная в ходе следствия Чернышевскому. Авторство прокламации было окончательно подтверждено литературоведом М. И. Перпер в 1975 году, когда она использовала графологический анализ для идентификации почерка А. В. Захарьина — родственника жены Н. Г. Чернышевского, который записал прокламацию под диктовку писателя.